# 정여창 (청나라)
정여창(중국어 정체자: 丁汝昌, 1836년 11월 18일 ~ 1895년 2월 12일)은 청나라 말기의 군인이다. 원래의 이름은 선달(先達), 자는 우정(禹廷), 호는 차장(次章)이다. 태평천국의 난이 발발하자 처음에는 반란군 편에 참가했지만, 청나라에 전향하여 이홍장 밑에서 일했다. 이후 북양 함대의 제독이 되었고, 청일 전쟁 중에 함대전 패전의 책임을 지고 자결했다.

## 생애

### 태평천국
1836년(도광 16년), 안휘성 여강(현 여강현)에서 태어났다. 집이 유복하지 않았기 때문에 3년 정도 사숙에 다녔을 뿐, 10살 무렵에는 학문의 기회를 잃었다.
1854년(함풍 4년)에 태평천국군이 여강을 점령하자 정여창도 엽운래(葉芸來)의 태평천국군에 합류했지만, 1861년에 청나라 증국번이 이끄는 상군에게 안경이 포위되자 투항했고, 반대로 안경 공략에 공을 세워 천총(千総)이 되었다. 1862년(동치 원년)에 이홍장의 회군에 편입되어 그곳에서 태평천국군과 싸웠고, 그 용맹을 인정받아 유명전의 부대에 초빙되었다.
1864년, 태평천국이 멸망하면서 이번에는 유명전을 따라 북상하여 염군과 싸웠다. 1868년, 동염군을 격퇴하면서 정여창은 제독총병관의 벼슬과 ‘협용파도로’(協勇巴圖魯)라는 용사의 칭호를 얻었다. 그런데 1874년에 청나라 조정에서 군축을 결정하자 정여창은 유명전에게 편지를 보내 자신의 부대를 축소한 잘못을 격렬하게 항의했다. 이에 분노한 유명전은 정여창을 죽여 버리려고 했지만, 암살 계획을 우연히 들은 정여창은 빨리 보직을 그만두고 귀향해 화를 면했다.

### 북양함대
1875년(광서 원년), 북양통상대신 겸 직례총독이었던 이홍장이 서양식 해군을 창설한다는 말을 듣고 정여창은 이홍장에게 의탁했다. 이홍장은 정여창과 유명전이 사이가 좋지 못한 것을 고려하여 정여창을 상군에 배속시키지 않고, 새로운 해군을 창설하는 데 참여시켰다.
1880년(광서 6년), 정여창은 새로운 해군 최초의 순양함으로 영국의 암스트롱 사에 발주한 ‘초용’(超勇), ‘양위’(揚威)를 인수하기 위해 임태증 · 등세창 등의 승조원을 데리고 영국으로 건너갔다.

#### 임오군란
1882년(광서 8년), 조선에서 임오군란이 발발하자 청 함장 오장경의 명령으로 정여창은 북양 함대의 군함 5척을 이끌고 이끌고 조선에 가서 임오군란을 진압하고, 오장경은 흥선대원군을 납치해서 돌아왔다. 이에 따라 조선에 친청 정권이 복귀했고, 기존의 종주국으로서의 존재감을 나타내고, 조선에 대한 일본의 진출을 저지할 수 있었다.

#### 출범

위해 함락 북양함대 제독 정여창 항복도, 미기타 도시히데 작, 1895년. 외국 고문단을 데리고, 항복하는 정여창을 그린 그림. 실제로는 정여창은 항복하지 않고 자살했으며, 이 그림은 상상화

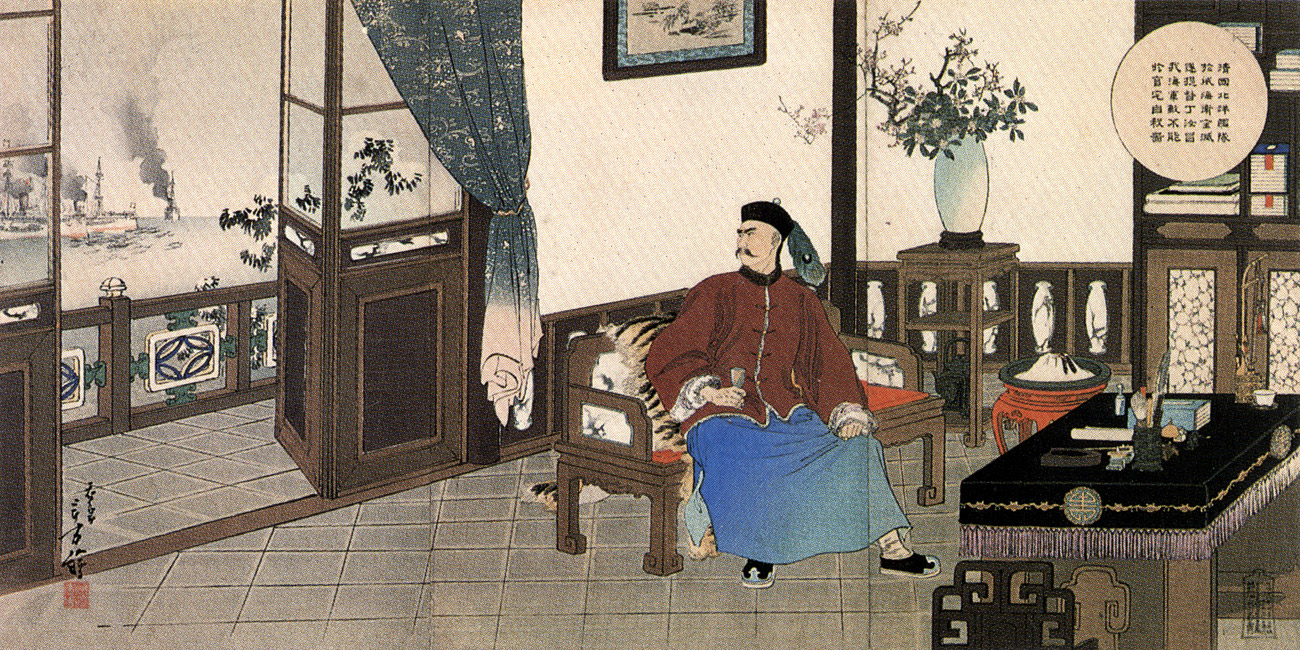
제독 정여창의 관사 자살도, 미즈노 도시카타 작, 1895년

1888년, 북양 함대가 정식으로 출범하면서 제독에 임명되었다. 정여창은 1891년 7월부터 8월까지 함대를 이끌고 일본을 방문했다. 이 일본 방문은 최첨단의 거대 함대를 이끌고 일본에게 경고하고자 하는 목적도 있었다.
1891년 이후 청나라 해군 예산은 대폭 삭감된다. 이것은 이화원의 개수 등으로 예산을 분배하는데 문제가 발생했기 때문이다. 어쨌든 정여창은 어려운 재정 상황에서 함대를 꾸려가야만 했다.

### 청일 전쟁
1894년(광서 20년)에 청일 전쟁이 발발했다. 청일 전쟁 당시 북양함대는 세계 8위 함대로 평가받고 있었다. 당초 이홍장은 함대를 보존하면서, 육상전을 중심으로 일본을 격파할 것을 생각하고 있었다. 하지만 일본이 연합함대를 조직하고 육군의 수송 지원 등에 참여하자, 청나라 내부에서 “북양함대는 왜 나가지 않느냐?”라는 여론이 높아진다. 8월 10일, 일본의 연합함대가 서해로 들어오자 광서제까지도 이홍장에게 “정여창은 일본 해군을 무서워하느냐?”고 질타했다. 사태가 여기에 이르자 이홍장은 부득이 북양 함대에 출동 명령을 내린다.
9월 17일, 압록강 하구 앞바다에서 일본의 연합함대와 조우하여 황해 해전이 이루어진다. 정여창은 함대 사령관으로 주력 ‘정원’의 함교에서 지휘를 맡고 있었다. 그러나, 주포를 발사할 때 사고로 함교가 파괴되면서 정여창이 부상을 입었다. 여기에서 북양 함대에 문제가 생겼다. 기함이 지휘 불능 상태에 빠지자 허가 절차를 얻지 못한 북양 함대의 각 함은 개별적으로 전투를 시작했다. 결국 약 5시간에 달하는 이 전투의 결과 북양 함대는 주력 12척 중 5척이 격침되는 패배를 겪고 웨이하이로 후퇴했다.
이후 정여창은 이홍장의 명령에 따라 남은 북양 함대의 본거지를 웨이하이웨이로 옮겼다. 좌승함을 ‘진원’으로 바꾸고 오로지 방비에만 전념했다. 정여창은 웨이하이웨이를 방어하는 육군의 전력에 불안을 느겼지만, 육상 포대는 북양 함대의 관할이 아니었기 때문에 결국 이 불안은 개선되지 않았다.
1895년 1월 20일, 일본군은 산둥반도의 영성에 상륙했다. 일본 연합 함대 사령장관인 이토 스케유키는 정여창에게 항복하라고 요구했지만, 정여창은 이를 거부했다. 일본군은 육로에서 웨이하이웨이의 육상 포대를 공략해 들어가 바다와 육지에서 북양 함대를 포위했다. 2월 12일, 며칠 동안의 전투를 치른 뒤에 정여창은 병력의 구명을 조건으로 항복했다. 그러나 자신은 ‘진원’ 함내에서 그대로 독을 마시고 자결했다. 향년 58세였다.
정여창의 사후, 북양 함대는 공식적으로 항복했다. 병사들은 귀환이 허용되었지만, 남은 함정은 일본군에게 노획되었다. 정여창의 시신은 정크선으로 후송되게 되었다. 이토 스케유키는 독단적인 주선으로 화물선(강제호 康済号) 한 척을 노획 처분을 풀어 정여창의 시신을 운구할 수 있게 하였다. 시신을 태운 배는 일본 해군의 사열을 받으며, 목숨을 건진 병력과 함께 본국으로 귀환했다.
그러나 ‘북양 함대의 소멸’ 소식을 들은 광서제는 대노하여 정여창의 재산을 몰수하고 장례를 치르는 것조차 허락하지 않았다. 명예 회복이 이루어진 것은 1910년 당시 해군대신인 애신각라 재순(愛新覺羅 載洵, 광서제의 동생)과 남북양수사 겸 광동수사 제독이었던 살진빙 등의 탄원 결과였다.

## 참고 문헌
- 《 청사고》, 462권, 열전 249

## 같이 보기
- 거문도
- 임오군란